# Hendrik X van Chojnów
Hendrik X van Chojnów (circa 1426 - 28 mei 1452) was van 1441 tot 1446 hertog van Lüben (Lubin), van 1441 tot 1453 hertog van Haynau (Chojnów) en van 1443 tot 1450 hertog van Brieg (Brzeg). Hij behoorde tot het huis Piasten.

## Levensloop
Hendrik X was de tweede zoon van hertog Lodewijk III van Ohlau en Margaretha van Opole, dochter van hertog Bolko IV van Opole. 
Na de dood van zijn vader in 1441 erfden Hendrik X en zijn oudere broer Jan I de hertogdommen Lüben en Haynau, terwijl hun moeder Margaretha als weduwe het hertogdom Ohlau erfde. Door de moeilijke financiële situatie in hun gebieden, moesten Hendrik X en Jan I in 1446 het hertogdom Lüben echter verkopen aan hertog Hendrik IX van Glogau. 
Zijn vader Lodewijk III maakte als neef van de in 1436 zonder mannelijke nakomelingen overleden hertog Lodewijk II van Brieg-Liegnitz ook aanspraken op de hertogdommen Brieg en Liegnitz, die na de dood van hun vader in 1441 door Hendrik X en Jan I werden overgeërfd. De weduwe van Lodewijk II, Elisabeth van Hohenzollern, was haar man echter opgevolgd als hertog van Brieg en Liegnitz, maar zij stond in 1443 het hertogdom Brieg aan Hendrik X en Jan I af. In 1450 verplichtte de nog steeds moeilijke financiële situatie in hun regeringsgebied Hendrik X en Jan om het hertogdom Brieg te verkopen aan hertog Nicolaas I van Opole, hun oom langs moederskant. 
In 1452 stierf Hendrik X ongehuwd en kinderloos, waarna zijn oudere broer Jan als enige heerser van het hertogdom Haynau overbleef.